# Talunkwan Island
Talunkwan Island is een eiland in het westen van Brits-Columbia in Canada.

## Geografie
Het eiland ligt in de eilandengroep Haida Gwaii, heeft een oppervlakte van ongeveer 43 vierkante kilometer en er wonen geen mensen op het eiland. Het ligt voor de oostkust van Moresby Island en ten zuiden van Louise Island. Ten oosten van het eiland ligt de Laskeek Bay. Ten noorden van het eiland ligt de Selwyn Inlet, ten zuiden de Dana Inlet met aan de overzijde het Tangil Peninsula van Moresby Island.
De wateren rond het eiland liggen in de mariene ecoregio Noord-Amerikaans Pacifisch Fjordland.